# Marko Zoćević
Marko Zoćević (Serbian Cyrillic: Марко Зоћевић; sinh 19 tháng 5 năm 1993) là một cầu thủ bóng đá Serbia thi đấu ở vị trí tiền vệ cho Borac Čačak.

## Danh hiệu
Borac Čačak
- Cúp bóng đá Serbia: Á quân 2011–12